# Makawao
Makawao és una concentració de població designada pel cens dels Estats Units a l'estat de Hawaii. Segons el cens del 2000 tenia 6.327 habitants.

## Demografia
Segons el cens del 2000, Makawao tenia 6.327 habitants, 2.151 habitatges, i 1.565 famílies La densitat de població era de 522,71 habitants per km².
Dels 2.151 habitatges en un 41,4% hi vivien nens de menys de 18 anys, en un 51,7% hi vivien parelles casades, en un 14,8% dones solteres, i en un 27,2% no eren unitats familiars. En el 17,6% dels habitatges hi vivien persones soles el 4,6% de les quals corresponia a persones de 65 anys o més que vivien soles. El nombre mitjà de persones vivint en cada habitatge era de 2,94 i el nombre mitjà de persones que vivien en cada família era de 3,34.
Per edats la població es repartia de la següent manera: un 29,6% tenia menys de 18 anys, un 7,9% entre 18 i 24, un 31,9% entre 25 i 44, un 23,4% de 45 a 64 i un 7,2% 65 anys o més.
L'edat mediana era de 34,6 anys. Per cada 100 dones hi havia 99,53 homes. Per cada 100 dones de 18 o més anys hi havia 93,24 homes.
La renda mediana per habitatge era de 46.681 $ i la renda mediana per família de 50.145 $. Els homes tenien una renda mediana de 32.917 $ mentre que les dones 26.955 $. La renda per capita de la població era de 18.776 $. Aproximadament el 7,4% de les famílies i el 9,6% de la població estaven per davall del llindar de pobresa.

## Poblacions més properes
El següent diagrama mostra les poblacions més properes.